# Asahi Linux
Asahi Linux ist eine Linux-Distribution für die Arm-basierten Macs von Apple („Apple Silicon“). Die erste Alpha-Version wurde Anfang 2022 veröffentlicht. Eine erste stabile Version erschien im Januar 2024.
Das Asahi Linux Project ist dabei auch für andere Betriebssysteme von Bedeutung, etwa OpenBSD.

## Geschichte
Das Asahi-Linux-Projekt wurde 2021 von Hector Martin gestartet. Nach der Veröffentlichung der ersten Arm-Macs 2020 hatte Linus Torvalds bedauert, sich zwar einen Arm-Laptop für die Linux-Entwicklung zu wünschen, dass die von Apple produzierten Macs mit „Apple Silicon“ jedoch nicht dafür geeignet seien solange Apple geschlossene proprietäre Hardware verwende. Das kleine Projekt-Team arbeitet per Reverse Engineering an der Unterstützung für Apples Hardware. Diese soll auch von anderen Distributionen übernommen werden können.
Am 13. Februar 2025 trat Hector Martin aus dem Asahi-Linux-Projekt zurück, nachdem es zuvor zu Unstimmigkeiten mit anderen Linux-Kernel-Maintainern gekommen war.

## Unterstützte Hardware
Die Alpha-Version ist zwar nutzbar, unterstützt aber noch nicht die gesamte Hardware von Arm-Macs. Asahi Linux richtet sich in der derzeitigen Form an Profis.
Die Alpha-Version vom Juli 2022 hat folgende Voraussetzungen:
- Arm-Prozessor von Apple: M1, M1 Pro, M1 Max, M1 Ultra oder M2
- MacBook Air, MacBook Pro, Mac mini, iMac oder Mac Studio
- macOS Monterey (Version 12.3) oder Ventura (Version 13.0)
- mindestens 53 GB freien Festplattenspeicherplatz
- Internetverbindung